# Незнайомка (фільм, 1995)
Незнайомка (англ. The Stranger) — американський бойовик 1995 року.

## Сюжет
Невелике містечко Лайквью в Аризоні знаходиться під контролем жорстокої банди байкерів. Місцевий шериф заляканий, його наречена убита при спробі передати в ФБР докази проти бандитів. Одного разу в містечку з'являється загадкова незнайомка на мотоциклі. Вона виглядає так само, як загибла наречена шерифа і сповнена рішучості знищити всю банду.

## У ролях
| Актор                | Роль                |
| -------------------- | ------------------- |
| Кеті Лонг            | Незнайомка          |
| Ендрю Дівофф         | Ангел               |
| Ерік Піерпоінт       | шериф Гордон Коул   |
| Робін Лінн Гіт       | Кордет              |
| Еш Адамс             | заступник Стів Стоу |
| Джинджер Лінн Аллен  | Саллі Вомак         |
| Девід Ентоні Маршалл | Гарвард             |
| Нілс Аллен Стюарт    | Джонсі              |
| Денні Трехо          | Яструб              |
| Фейт Мінтон          | Кіра                |
| Джефф Кадіенте       | Ярдлі               |
| Ренді Васкес         | Маркус              |
| Біллі Меддокс        | Еліот Кац           |
| Роберт Вінлі         | Гарретт Кац         |
| Кріс Педерсен        | Джуніор Кац         |
| Гантер фон Лір       | мер Карл Перкінс    |
| Сандра Лі Вільямс    | Дарлін              |
| Андре Розі Браун     | Тоні Браун          |
| Сандра Кіндер        | Френні              |
| Пол Гемптон          | Бак                 |